# Amtsgericht Wittlich

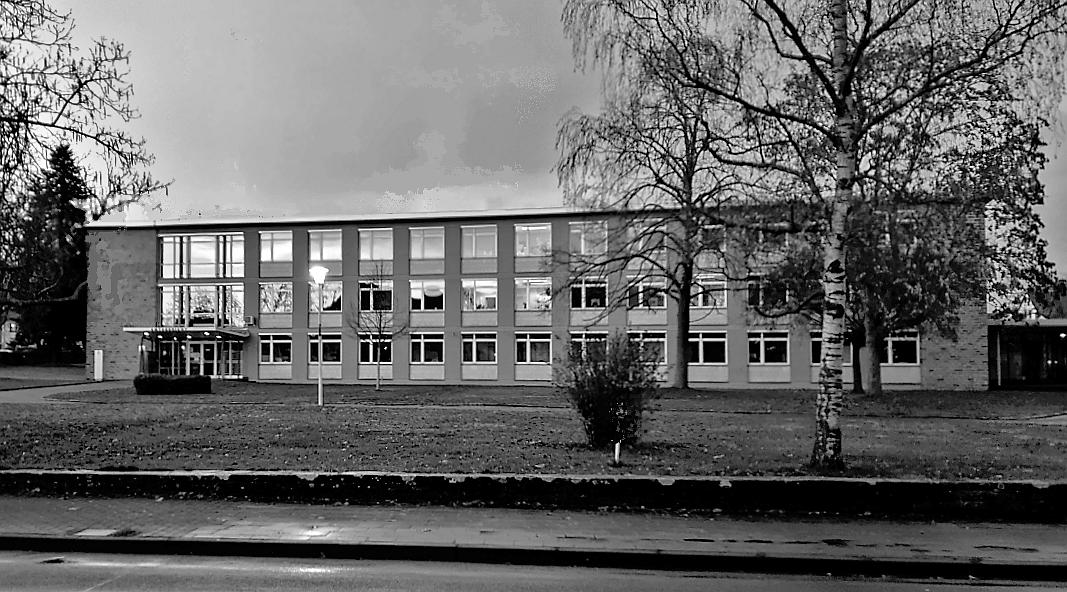
Gebäude des Amtsgerichts Wittlich

Das Amtsgericht Wittlich ist ein Gericht der ordentlichen Gerichtsbarkeit in Rheinland-Pfalz mit Sitz in Wittlich.

## Gerichtssitz und -bezirk
Das Gericht hat seinen Sitz in Wittlich. Es gehört zum Landgerichtsbezirk Trier.

## Gebäude
Das Gerichtsgebäude befindet sich in der Kurfürstenstraße 63 in Wittlich.

## Mitarbeiter
Das Gericht beschäftigt gegenwärtig rund 60 Mitarbeiter.

## Zuständigkeit
Das Amtsgericht Wittlich ist für alle Angelegenheiten zuständig, die bei einem Amtsgericht anhängig gemacht werden können.
Für die Amtsgerichtsbezirke Bernkastel-Kues, Bitburg, Daun, Hermeskeil, Prüm, Saarburg und Trier ist das Amtsgericht Wittlich das zuständige Gericht für Handels- und Genossenschafts-  sowie Vereinsregistersachen.

## Übergeordnete Gerichte
Dem Amtsgericht Wittlich ist das Landgericht Trier übergeordnet. Zuständiges Oberlandesgericht ist das Oberlandesgericht Koblenz.